# 川崎八右衛門
川崎 八右衛門（かわさき はちえもん、1835年1月11日（天保5年12月13日） - 1907年（明治40年）1月13日）は、東京川崎財閥の前身である川崎組、川崎銀行の創始者である。従五位。

## 経歴
天保5年12月13日（1835年1月11日）、現在の茨城県東茨城郡茨城町海老沢（涸沼西海岸）に生まれる。初名を縫殿助（ぬいのすけ）、諱は守安。川崎家は回漕問屋を営むかたわら、郷士待遇で水戸藩に仕えていた。水戸藩第2藩主徳川光圀の時代に取り立てられ、代々30石の家禄を受けるこの地方の名門であった。
嘉永2年（1849年）数え年16歳で、家業の回漕問屋を継ぎ、八右衛門を襲名する。翌年、現在の水戸市成沢町の私塾「日新塾」（加倉井砂山開設）に入門し、砂山の次女である香蘭と結婚する。幕末には、財政逼迫に苦しむ水戸藩の鋳銭事業に取り組む。「水戸藩鋳銭座取扱い役」「警視庁御用金為替取扱方」などを経て、明治7年（1874年）、東京・日本橋に「川崎組」を興した。家業である廻船事業をはじめ、明治後は北海道開拓に従事、鉱山経営、川崎銀行設立と事業を拡大し、後の川崎金融財閥の基礎を作った。
官庁の為替業務を扱っていた川崎組は、明治13年（1880年）の銀行条例の発布により「川崎銀行」となり、1906年に持株会社の定徳合資会社を設立し、千歳商会と共済会がこれを助けて傘下事業を統轄、1907年に跡を継いだ八右衛門（財閥総帥として2代目）によって国立第百銀行、川崎貯蓄銀行、東京貯蔵銀行などを合併し、昭和初期には八大財閥の一角を占めるに至った。

## 親族
- 三男・川崎八右衛門 (2代目) ‐ 川崎金融財閥の2代目総帥。妻・幸子は郷純造の娘で郷誠之助の妹。
  - 孫・川崎守之助 ‐ 3代目総帥。2代目八右衛門の長男
- 娘・なか ‐ 2代目八右衛門の姉。入婿に川崎東作。
  - 孫・川崎肇 ‐ 銀行家、ゴルファー。[4]
  - 孫・川崎甲子男 (1891-) ‐ 銀行家。肇の弟。明和銀行、三協銀行、総武銀行、安房合同銀行各頭取、国華徴兵保険社長。妻の養父に星野錫。[5]